# إنيو أنتونيللي
إنيو أنتونيللي (بالإيطالية: Ennio Antonelli) هو ملاكم وممثل إيطالي (وحمل سابقاً جنسية مملكة إيطاليا)، ولد في 23 فبراير 1927 في روما في إيطاليا، وتوفي بنفس المكان في 6 أغسطس 2004.

## وصلات خارجية
- إنيو أنتونيللي على موقع بوكس ريك (الإنجليزية) (registration required)
- إنيو أنتونيللي على موقع IMDb (الإنجليزية)
- إنيو أنتونيللي على موقع ألو سيني (الفرنسية)
- إنيو أنتونيللي على موقع قاعدة بيانات الفيلم (الإنجليزية)
- إنيو أنتونيللي على موقع كينوبويسك (الروسية)